# Ancala brucei
Ancala brucei är en tvåvingeart som först beskrevs av Ricardo 1908.  Ancala brucei ingår i släktet Ancala och familjen bromsar. Inga underarter finns listade i Catalogue of Life.